# GPコアエッジ
株式会社GPコアエッジ は、かつて存在したオンラインゲームの運営を行う企業。

## 概要
2008年4月、ゲームポットの全額出資により設立、デックスエンタテインメントのオンラインゲームに関する全事業を譲受け、オンラインゲームの企画・開発・運営を行っていた。2011年3月、親会社のゲームポットに吸収合併。運営中だったオンラインゲームタイトルはゲームポットで継続された。
その後、2012年7月に当時ゲームポッドの親会社であったソネットエンタテインメントの子会社として株式会社コアエッジが設立され、ゲームポッドからアルテイルネットの事業譲渡を受けサービスを開始。

## ゲーム

### アルテイルネットで運営されていたゲーム
同社存続時に運営されていたオンラインカードゲームコミュニティのアルテイルネット内では、以下のゲームが提供されていた。
- アルテイル（2004年7月1日～ ）
  - アルテイル2（2008年11月11日～ ）
- ミラージュマスター（2007年2月26日～ ）
- ラヴァートヒーローズ（2007年5月31日～ ）
- ナポレオン（2008年3月31日～ ）

### PC向けゲーム
- アヴァロンの鍵ONLINE（2011年1月17日～2012年7月31日）

## .脚注
1. ↑  『株式会社ゲームポット 株式会社デックスエンタテインメントのオンラインゲーム事業譲受け契約を締結』（プレスリリース）株式会社ゲームポット、2008年4月28日。オリジナルの2010-12--30時点におけるアーカイブ。2024年6月2日閲覧。
2. ↑  “「アルテイル」のGPコアエッジ，4月1日をもってゲームポットに吸収合併”.   4Gamer.net (2011年3月22日). 2024年6月2日閲覧。
3. ↑  “コアエッジ，ゲームポットより「Alteil.net」の事業譲渡を受けサービスを開始”.   4Gamer.net (2012年8月1日). 2024年6月2日閲覧。
4. ↑  『ゲームポット、コアエッジに「Alteil.net」の事業を譲渡』（プレスリリース）株式会社ゲームポット、2012年7月31日。オリジナルの2013年2月2日時点におけるアーカイブ。2024年6月2日閲覧。